# 尼格买提·热合曼
尼格买提·热合曼（維吾爾語：نېغمەت راخمان‎，拉丁维文：Nëghmet Raxman，1983年4月17日—），昵称小尼，维吾尔族，中国中央电视台主持人，2005年加入中国共产党。

## 生平
1983年4月17日，尼格买提出生在新疆乌鲁木齐，父亲热合曼（維吾爾語：ئبدۇلراخمان مامۇت‎）是新疆人民出版社的编辑，母亲热孜万（維吾爾語：رىزۋان ئەبەي‎）曾是新疆歌舞剧团的歌剧演员。尼格买提毕业于中国传媒大学播音系。
经“魅力新搭档”节目选拔，2006年成为王小丫的搭档，共同主持CCTV-3的《开心辞典》节目。
目前主持央视节目“开门大吉”及“中国好歌曲”，并与李思思搭档主持“回声嘹亮”节目。2015年首度主持央视春晚，此后连续主持至今。
2020年出版书籍《一夜长大》。

## 作品
- 《开心辞典》（搭档：王小丫）
- 《全家总动员》（搭档：方琼）
- 《动物狂欢节》
- 《好歌天天唱》（搭档：李思思）
- 《回声嘹亮》（搭档：李思思）
- 《开门大吉》
- 《中国好歌曲》（2014年至2015年）
- 《青年歌手电视大奖赛》（2013年起）
- 《中国中央电视台春节联欢晚会》（2015年至今）
- 《星光大道》（搭档：朱军，后来为朱迅）
- 《了不起的挑战》（第一季第三期开始）
- 《加油！向未来》
- 《你好生活》（兼为制作人）

## 家庭
2013年9月28日，尼格买提·热合曼和28岁的帕夏古丽·都鲁坤在乌鲁木齐结婚。